# Jean-Pierre Dupuy
Jean-Pierre Dupuy (* 20. Februar 1941 in Paris) ist ein französischer Ingenieur, Epistemologe und Philosoph.

## Leben
Dupuy hat einen Ingenieurabschluss der École polytechnique  und École des mines. Er ist Professor für Französisch und Forscher am Center for the Study of Language and Information (CSLI) der Universität Stanford. Bis 2006 unterrichtete er Sozialphilosophie, Politische Philosophie sowie Wissenschaftsethik an der École polytechnique. Er forschte zudem am Centre national de la recherche scientifique (CNRS).
In A Short Treatise on the Metaphysics of Tsunamis (deutsch etwa: „Eine kurze Abhandlung über die Metaphysik der Tsunamis“) von 2015 beschäftigt sich Dupuy anhand natürlicher und menschengemachter Katastrophen – auch hinsichtlich der Klimakrise – mit der Frage, weshalb exorbitante Gräueltaten in der Öffentlichkeit häufig als unumgänglich oder natürlich angesehen werden. Als Untersuchungsgegenstände zieht er das Erdbeben in Lissabon 1755, den Tsunami im Indischen Ozean 2004, sowie das Vernichtungslager Auschwitz und die Atombombenabwürfe auf Hiroshima und Nagasaki heran.
Dupuy ist Mitglied der Académie des technologies und der Académie catholique de France. 